# Barbara Lange
Barbara Lange (* 1956) ist eine deutsche Kunsthistorikerin und emeritierte Professorin.

## Werdegang
Barbara Lange studierte Kunstgeschichte, Verfassungs-, Sozial- und Wirtschaftsgeschichte, Erziehungswissenschaften und Vergleichende Literaturwissenschaften an der Universität Bonn. Sie wurde 1986 promoviert und war anschließend als wissenschaftliche Mitarbeiterin am Rheinischen Landesmuseum Bonn tätig. Von 1989 bis 1995 war sie wissenschaftliche Assistentin an der Universität Kiel, wo sie sich 1995 habilitierte. Es folgten eine Lehrstuhlvertretung in Bonn und eine Hochschuldozentur in Kiel. Ab 1998 war Barbara Lange als Professorin in Leipzig tätig, bevor sie 2006 auf den Lehrstuhl für Kunstgeschichte der Moderne und Gegenwart an der Eberhard Karls Universität Tübingen wechselte.
Ihre Forschungsschwerpunkte betreffen die identitätsstiftende Funktion von Kunst, Themen der Künstler/innenidentität und Politik, die Geschichte der Bildmedien und Bildtheorie sowie die Wahrnehmungsgeschichte der Kunstgeschichte.

## Veröffentlichungen (Auswahl)

### Monografien
- Naturalismusrezeption im ausgehenden 19. Jahrhundert in Deutschland. Eine exemplarische Untersuchung anhand der Zeitschrift "Kunst für Alle", Bonn 1987.
- Joseph Beuys. Richtkräfte einer neuen Gesellschaft. Der Mythos vom Künstler als Gesellschaftsreformer, Berlin 1999.
- mit Gustav Frank: Einführung in die Bildwissenschaft. Bilder in der visuellen Kultur, Darmstadt 2010.
- Nachkriegsgefüge. Europa und die Kunst in den späten 1940er und 1950er Jahren, Köln u. a. 2023.

### Herausgeberschaft
- Reihe reflex. Tübinger Kunstgeschichte zum Bildwissen.
- Vom Expressionismus bis heute. Geschichte der bildenden Kunst in Deutschland, Bd. 8. Darmstadt 2006.
- Visualisierte Körperkonzepte. Strategien in der Kunst der Moderne. Berlin 2007.
- mit Dirk Hildebrandt und Agata Pietrasik: Rethinking Postwar Europe. Artistic Production and Discourses on Art in the late 1940s and 1950s. Köln u. a. 2020.